# Plectorhinchus multivittatus
Plectorhinchus multivittatus är en fiskart som först beskrevs av Macleay, 1878.  Plectorhinchus multivittatus ingår i släktet Plectorhinchus och familjen Haemulidae. Inga underarter finns listade i Catalogue of Life.